# Institut national de l’information géographique et forestière

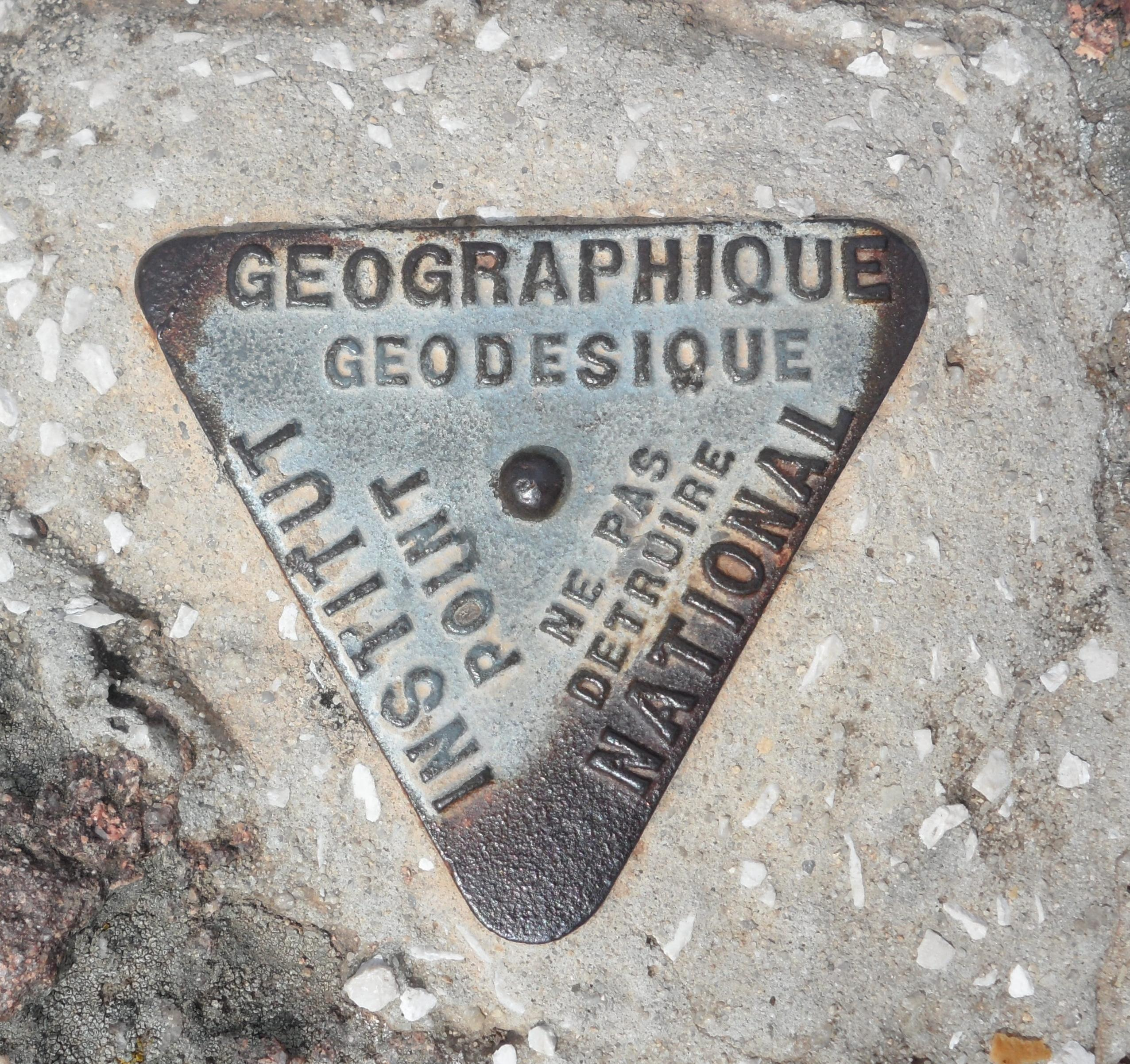
Point Geodesique vom Institut géographique national auf dem Gipfel des Rocher de Roquebrune

Das Institut national de l’information géographique et forestière (IGN, bis 31. Dezember 2011 Institut géographique national) ist eine französische staatliche Behörde mit Sitz in Paris, deren Auftrag darin besteht, die Erstellung, Pflege und Verbreitung geographischer Informationen für Frankreich sicherzustellen. Das IGN ist die Nachfolgeeinrichtung des Service Géographique de l’Armée (SGA), der 1940 aufgelöst wurde.

## Ausbildung

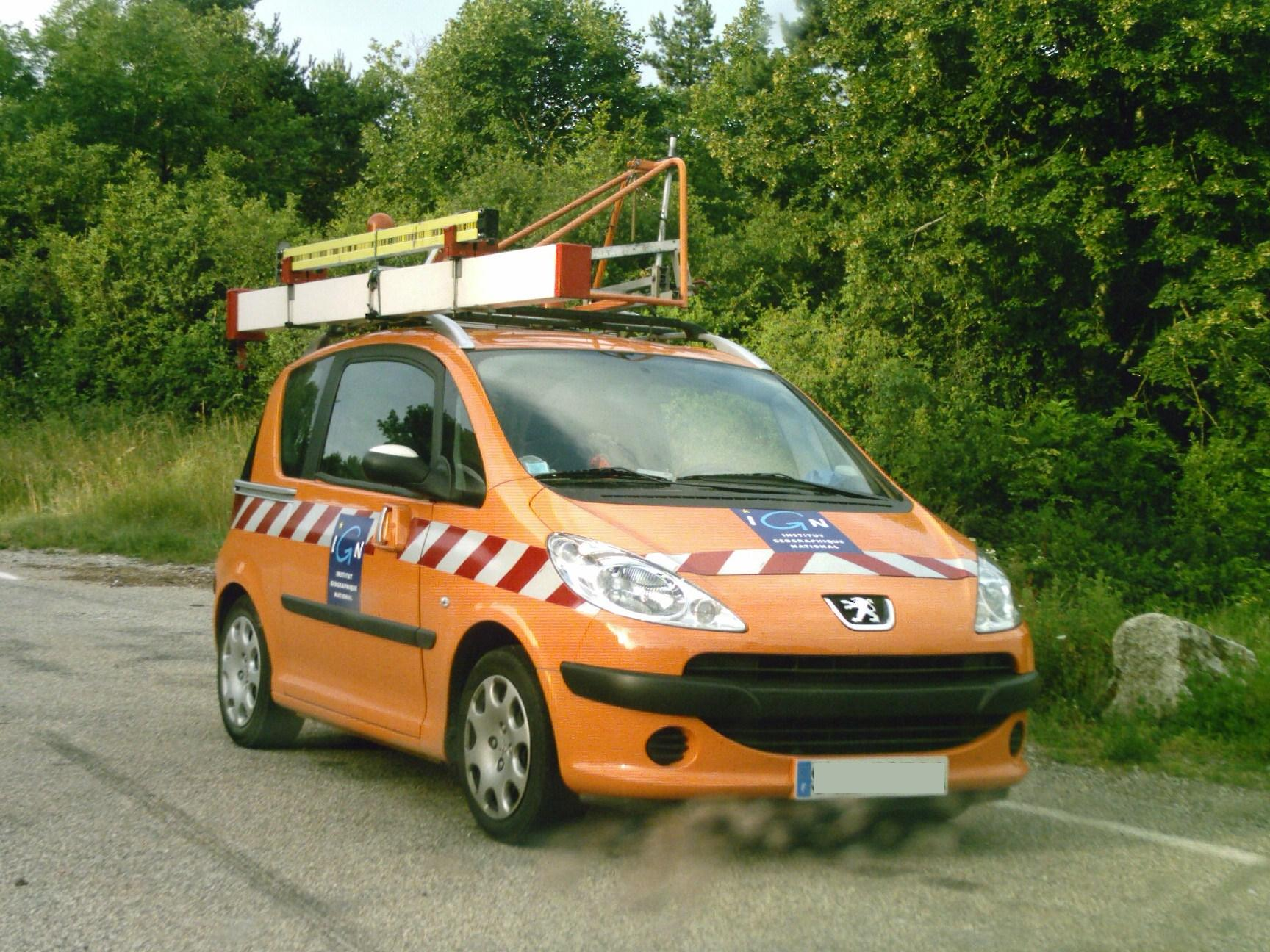
Vermessungsfahrzeug des IGN

Das IGN unterhält eine Ausbildungsstätte für das Fach Geographie, das ENSG (École nationale des sciences géographiques), in Marne-la-Vallée. Von den 14 Ausbildungsberufen, die im ENSG unterrichtet werden, sind drei auf die zukünftigen Mitarbeiter des IGN zugeschnitten:
- Technicien Géomètre (Geodäten)
- Dessinateur Cartographe (Kartografen)
- Ingénieur des Travaux (Ingenieure)

Der Ausbildung im ENSG dauert drei Jahre.
Das ENSG ist mit vier Forschungsinstituten verbunden, die vom IGN kontrolliert werden: dem COGIT, das auf Geoinformationssysteme und Kartographie spezialisiert ist, das MATIS, das sich mit Photogrammetrie befasst, das LOEMI, in dem die technischen Hilfsmittel entwickelt werden, sowie das LAREG, das geodätische Labor in den Räumen der ENSG, das den International Terrestrial Reference Frame (ITRF) betreut.

## Landkarten

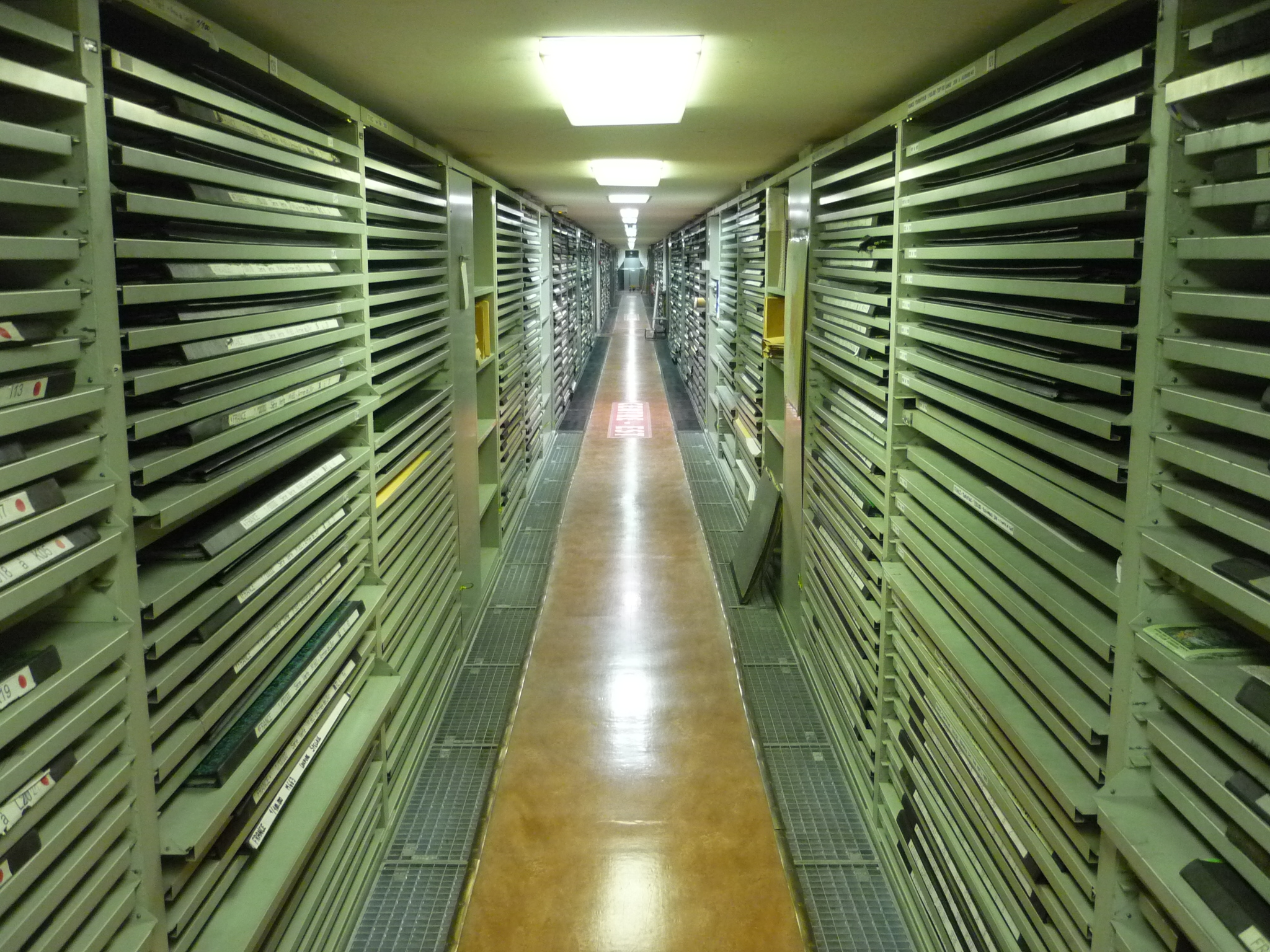
Landkartenarchiv im Institut

Das IGN veröffentlicht mehrere Arten von topografischen Karten:
- Karten im Maßstab 1:25.000 (1 cm = 250 m), die die Cartes d’état-major ersetzt haben;
- Karten im Maßstab 1:50.000 (1 cm = 500 m), deren Produktion im Auslaufen begriffen zu sein scheint.
- Karten im Maßstab 1:100.000 (1 cm = 1 km) als regionale Straßenkarten.
- Karten im Maßstab 1:250.000 (1 cm = 2,5 km) für den nationalen Straßenatlas.
- Die französische Straßenkarte im Maßstab 1:1.000.000 (1 cm = 10 km).
- Stadtpläne

Das französische IGN vertreibt unter seinem Logo auch Karten ausländischer Regionen und Städte.

## Reliefkarten
Das französische IGN stellt auch Reliefkarten her. Diese beziehen sich – in Maßstäben von 1:4.300.000 bis 1:1.200.000 – auf ganz Frankreich, aber – im Maßstab bis 1:50.000 – auch auf Gebiete wie zum Beispiel den Mont Blanc oder den Nationalpark Vanoise.

## Alte Landkarten
Das IGN besitzt eine große Sammlung alter Landkarten: Von Cassini (17. und 18. Jahrhundert) stammend, Generalkarten (Cartes d’état-major) aus dem 19. Jahrhundert, Karten der königlichen Jagden (17. Jahrhundert) usw. Alle diese Karten, die im Tiefdruckverfahren erstellt wurden, werden in ihrem originalen Ledereinband aufbewahrt.

## Luftaufnahmen undPhototèque Nationale

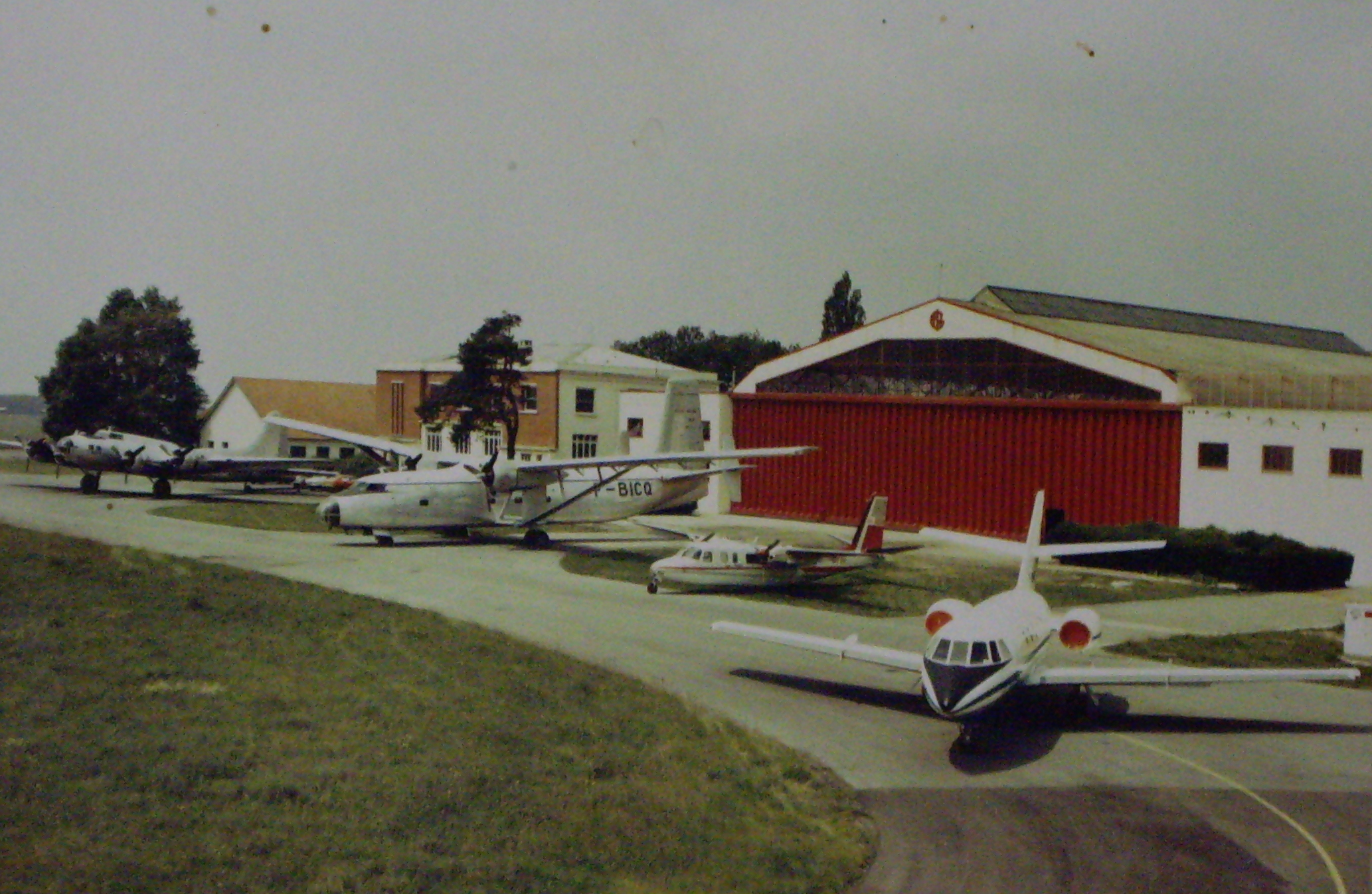
Flugzeuge des IGN

Eine der Aufgaben des IGN ist die Kartografie Frankreichs im Maßstab 1:25.000. Zu diesem Zweck fotografieren Flugzeuge der IGN das Land, was die Erstellung von Landkarten mit Hilfe der Photogrammetrie erlaubt. Lange Zeit analog gespeichert, sind die Daten heute digital, was die Umsetzung spürbar erleichtert. Das IGN verfügt über vier Flugzeuge, die auf dem Flugplatz von Creil stationiert sind, und die mit einer Frequenz von fünf Jahren die Luftaufnahmen erneuern.
Die Phototèque Nationale bewahrt die eigenen Luftaufnahmen sowie die des Service Géographique de l’Armée seit 1921 auf.

## DasSystème d’information géographique(SIG)
Das IGN liefert seinen öffentlichen und privaten Kunden geografische Datenbanken, die ganz oder teilweise auf geografischen Informationssysteme basieren. Sie erlauben vor dem Hintergrund gewöhnlicher Karten Auswahl, Ergänzung und Präsentation von kartografierbaren Informationen. Das IGN erstellt und aktualisiert das Référentiel à grande échelle (RGE), das vier Komponenten enthält: Topografie, Orthofotografie, Parzelle und Adresse.